# 蝙蝠俠：高譚騎士
《蝙蝠俠：高譚騎士》（英語：Batman: Gotham Knight）為以DC漫畫的大作《蝙蝠俠》為原作所改編的OVA動畫。2008年7月8日在美國發行DVD以及藍光光碟、日本則是在7月23日發售。台灣並未發行本片，但在2009年10月16日於「2009高雄電影節」活動中放映，後於HBO頻道播出。

## 概要
本作是由日本動畫工作室STUDIO 4℃、Production I.G、BEE TRAIN、Madhouse分別製作的六部短篇動畫合集。
故事設定時間則是在兩部電影《蝙蝠俠：開戰時刻》（2005年）及《黑暗騎士》（2008年）之間。
特典映像為曾得到艾美獎的「擁有冰之心的男人～急凍人～」、《蝙蝠俠：黑暗騎士歸來》加以動畫化成「黑暗騎士傳說」等、也收錄了四個《蝙蝠俠 動畫版》的小事件動畫（有兩段未在日本播出）。

## 登場人物
以下配音標記方式為：英語／日語版
- 蝙蝠俠／布魯斯·韋恩

＜配音＞Kevin Conroy／玄田哲章、三木真一郎
- 亞連

＜配音＞Gary Dourdan／中田讓治
- 拉米瑞茲

＜配音＞安娜・奧帝斯／朴璐美
- 卡珊卓

＜配音＞Parminder Kaur Nagra／井上喜久子
- 阿福

＜配音＞ David McCallum／小川真司
- 戈登局長

＜配音＞吉姆・麥斯基／納谷六朗
- 盧修·

＜配音＞Kevin Michael Richardson／池田勝

## 收錄内容
我們之間的話題（Have I Got a Story for You）
- 製作：STUDIO 4℃
- 分鏡‧人物設定：木村真二
- 導演：西見祥示郎

駁火（Crossfire）
- 製作：Production I.G
- 人物設定：田頭
- 分鏡‧導演：東出太

現場測試（Field Test）
- 製作：BEE TRAIN
- 人物設定‧作畫監督：村田俊治
- 導演：守岡博（モリヲカヒロシ）

黑暗中（In Darkness Dwells）
- 製作：Madhouse
- 人物設定：猪田薫
- CGI監督：設楽友久
- 剪輯：木村佳史子
- 導演：青木康浩

無法克服的傷痛（Working Through Pain）
- 製作：STUDIO 4℃
- 人物設定：恩田尚之
- 導演：窪岡俊之

死亡射手（Deadshot）
- 製作：Madhouse
- 導演：南正植（Jong-Sik Nam）※本單元實為川尻善昭匿名執導。